# オラ・トイヴォネン
ニルス・オラ・トイヴォネン（Nils Ola Toivonen, 1986年7月3日 - ）は、スウェーデン・デーゲルフォシュ出身の元同国代表サッカー選手。ポジションはフォワード及びミッドフィールダー。

## クラブ経歴
2005年にデーゲルフォシュIFでプロキャリアをスタートさせた。2006年にエルグリーテISに移籍し、2007年にスウェーデンのマルメFFに加入。2008年には、アルスヴェンスカンで14得点を記録し、ヘンリク・ラーションと並んでリーグの得点ランキング4位に入った。
2009年1月15日に移籍金450万ユーロの3年契約でオランダのPSVアイントホーフェンに移籍した。11月8日、ADOデン・ハーグ戦でハットトリックを記録した。2009-10シーズンは33試合に出場して13得点を記録した。2012-13シーズンの途中、代表での練習中にハムストリングを断裂し、長期の戦線離脱を余儀なくされた。
2014年1月20日、フランスのスタッド・レンヌに移籍した。
2020年6月4日、メルボルン・ビクトリーFCを退団した。
2020年6月8日、マルメFFにフリーで加入し、2年半契約を結んだ。同年11月8日のIKシリウス・フォトボル戦では、決勝点を挙げ、クラブの21回目となるアルスヴェンスカン優勝に貢献した。また、トイヴォネンにとって。キャリア初のリーグタイトルとなった。
2022シーズン終了後、現役を引退することを発表した。

## 代表経歴

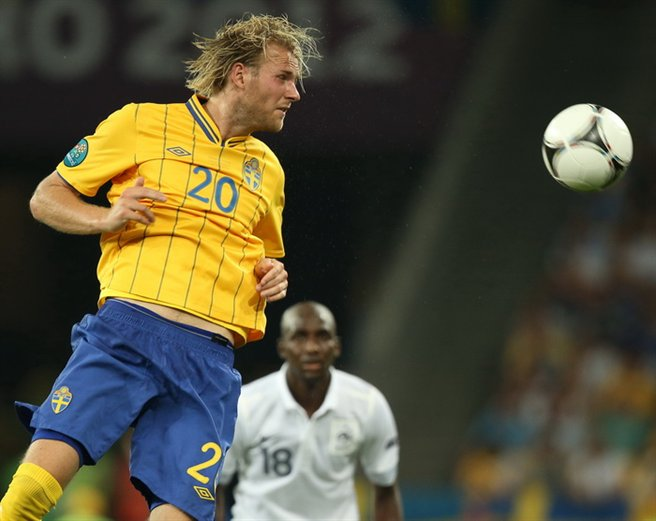
スウェーデン代表としてUEFA EURO 2012でプレーするトイヴォネン (2012)

2007年にスウェーデン代表に招集されている。1月14日、ベネズエラ戦でA代表初出場した。2009年に地元スウェーデンで開催されたUEFA U-21欧州選手権では大会得点王のマルクス・ベリの理想的な引き立て役となった。自身は2位のロベルト・アクアフレスカ（イタリア）に並ぶ2得点を挙げた。2010年5月29日のボスニア・ヘルツェゴビナとの親善試合でA代表初ゴールを記録。
2016年のUEFA EURO 2016では、所属クラブのサンダーランドAFCでの不調が影響して落選した。
2018 FIFAワールドカップのグループリーグ第2戦のドイツ戦でＷ杯初ゴールを決めた。2018年8月28日、代表引退を表明した。

## 評価
PSVでの5年間主力として活躍した一方で「エルボー魔」としても知られ、ダーティなファールが多いことやピッチ内外の振る舞いのためにオランダで最も嫌われた選手だった。2012年にフェイエノールトのロナルド・クーマン監督は「苛つかせる選手」、2013年にPSVの元スウェーデン人ストライカー、ラルフ・エドストレームは「何の理由も無く肘打ちする選手に共感はできない」とコメントし、移籍が決まった2014年1月にはPSVのイコンであるレネ・ファン・デ・ケルクホフは「彼はチーム内の腐ったリンゴ。いなくなるのをクラブ内の全員が喜んでいるだろう」と語った。

## 代表歴

### 出場大会
- スウェーデン代表
  - 2018 FIFAワールドカップ

### 試合数
- 国際Aマッチ 65試合 14得点（2007年-2018年）[10]

| スウェーデン代表 | 国際Aマッチ | 国際Aマッチ |
| 年               | 出場        | 得点        |
| ---------------- | ----------- | ----------- |
| 2007             | 2           | 0           |
| 2008             | 0           | 0           |
| 2009             | 2           | 0           |
| 2010             | 8           | 2           |
| 2011             | 9           | 2           |
| 2012             | 9           | 2           |
| 2013             | 6           | 0           |
| 2014             | 5           | 2           |
| 2015             | 5           | 1           |
| 2016             | 3           | 1           |
| 2017             | 7           | 2           |
| 2018             | 9           | 2           |
| 通算             | 65          | 14          |

### 得点
| #   | 日時           | 場所       | 対戦相手                 | スコア | 最終結果 | 大会                        |
| --- | -------------- | ---------- | ------------------------ | ------ | -------- | --------------------------- |
| 1.  | 2010年5月29日  | ソルナ     | ボスニア・ヘルツェゴビナ | 1-0    | 4-2      | 親善試合                    |
| 2.  | 2010年8月11日  | ソルナ     | スコットランド           | 3-0    | 3-0      | 親善試合                    |
| 3.  | 2011年6月3日   | キシナウ   | モルドバ                 | 1-0    | 4-1      | UEFA EURO 2012予選          |
| 4.  | 2011年10月11日 | ソルナ     | オランダ                 | 3-2    | 3-2      | UEFA EURO 2012予選          |
| 5.  | 2012年5月30日  | ヨーテボリ | アイスランド             | 2-0    | 3-2      | 親善試合                    |
| 6.  | 2012年6月5日   | ソルナ     | セルビア                 | 1-0    | 2-1      | 親善試合                    |
| 7.  | 2014年3月5日   | アンカラ   | トルコ                   | 1-1    | 1-2      | 親善試合                    |
| 8.  | 2014年10月9日  | ソルナ     | ロシア                   | 1-1    | 1-1      | UEFA EURO 2016予選          |
| 9.  | 2015年3月31日  | ソルナ     | イラン                   | 3-1    | 3-1      | 親善試合                    |
| 10. | 2016年10月10日 | ソルナ     | ブルガリア               | 1-0    | 3-0      | 2018 FIFAワールドカップ予選 |
| 11. | 2017年6月9日   | ソルナ     | フランス                 | 2-1    | 2-1      | 2018 FIFAワールドカップ予選 |
| 12. | 2017年10月7日  | ソルナ     | ルクセンブルク           | 8-0    | 8-0      | 2018 FIFAワールドカップ予選 |
| 13. | 2018年3月31日  | ソルナ     | チリ                     | 1-1    | 1-2      | 親善試合                    |
| 14. | 2018年6月23日  | ソチ       | ドイツ                   | 1-0    | 1-2      | 2018 FIFAワールドカップ     |

## タイトル

### クラブ
PSV
- KNVBカップ : 1回 (2011-12)
- ヨハン・クライフ・スハール : 1回 (2012)

マルメFF
- アルスヴェンスカン : 2回 (2020, 2021)
- スウェーデン・カップ : 1回 (2021-22)